# Controvérsia entre Juliana Oliveira e Otávio Mesquita

Junção de imagens do incidente durante a entrada de Otávio Mesquita no episódio de 25 de abril de 2016 do The Noite com Danilo Gentili

Em 27 de março de 2025, Juliana Oliveira, ex-assistente de palco do The Noite com Danilo Gentili, protocolou uma representação criminal no Ministério Público de São Paulo contra o apresentador Otávio Mesquita, acusando-o de estupro, em relação a um episódio do programa exibido em 25 de abril de 2016 pelo SBT.
O caso ganhou atenção da mídia, com a defesa de Juliana alegando a ocorrência de "atos libidinosos com emprego de força física". Em resposta, Mesquita negou as acusações, classificando-as como caluniosas e afirmou que a situação havia sido previamente combinada, incluindo a reação de Juliana durante a gravação. Ele então processou Juliana, solicitando uma indenização de cinquenta mil reais por danos morais.

## Contexto
Em 25 de abril de 2016, foi ao ar um episódio do The Noite com Danilo Gentili. Otávio Mesquita, que foi entrevistado no dia, surge pendurado por um cabo, de ponta-cabeça, fantasiado de Batman, enquanto a banda Ultraje a Rigor tocava ao fundo. Juliana Oliveira, então assistente de palco do programa, se aproximou para ajudar Mesquita a retirar os equipamentos de segurança, momento em que ele a tocou de forma inapropriada, apalpando seus seios e genitália. Ao se desvirar, Mesquita a agarrou com as pernas, simulando um ato sexual.
Na ocasião, Juliana reagiu gritando e tentando se desvencilhar de Mesquita, inclusive dando um pontapé. Após se levantar, ela foi novamente abraçada por ele, que a empurrou contra um sofá e voltou a realizar movimentos simulando um ato sexual. O episódio da controvérsia durou cerca de três minutos.
No programa, Danilo Gentili afirmou:
| “ | Juliana está fazendo cara feia, mas eu sei que ela gostou. | ” |

Enquanto Otávio Mesquita confessou ter tocado nos seios de Juliana:
| “ | Eu vou falar uma coisa para você que, na sua história, fora os seus namorados, ninguém fez. Sem querer, eu dei uma apertada nas peitocas dela. É durinho. | ” |

## Denúncia
Em 27 de março de 2025, Juliana Oliveira apresentou uma representação criminal contra o apresentador Otávio Mesquita ao Ministério Público de São Paulo, acusando-o de estupro durante a gravação do episódio de 25 de abril de 2016 do The Noite com Danilo Gentili.
Na denúncia, a defesa de Juliana alegou que ela foi vítima de "atos libidinosos com emprego de força física", ocorridos diante de mais de uma centena de pessoas presentes no estúdio e com ampla repercussão nas redes sociais.
O documento encaminhado ao Ministério Público detalha momentos específicos da gravação, indicando que Juliana demonstrou resistência com palavras e gestos, tentando se desvencilhar em várias ocasiões, inclusive reagindo com tapas e chutes contra Mesquita.
Em 30 de março de 2025, Juliana Oliveira comentou nas redes sociais sobre a denúncia:
| “ | Não foi fácil! Tornar pública a minha dor e buscar justiça foi uma decisão difícil. Neste momento, escolho o silêncio para me resguardar, organizar meus sentimentos, me afastar dos julgamentos da internet e encontrar apoio na minha família. Quando me sentir pronta, vou falar -- não para aparecer, mas para encorajar outras mulheres a denunciarem qualquer tipo de abuso. | ” |

## Investigação
Em 17 de abril de 2025, a Polícia Civil de São Paulo instaurou um inquérito para apurar a denúncia apresentada por Juliana Oliveira contra Otávio Mesquita, atendendo à solicitação do Ministério Público do Estado.
A Secretaria da Segurança Pública informou que a investigação está sob responsabilidade do 7º Distrito Policial de Osasco, que realiza diligências visando o esclarecimento dos fatos. Na solicitação encaminhada em 2 de abril, a promotora Priscila Longarini Alves, da Promotoria de Justiça Criminal de Osasco — município onde se localiza a sede do SBT — afirmou haver indícios que demandam apuração quanto à possível prática de infração contra a dignidade sexual da vítima.
Segundo o documento do Ministério Público, “a vítima exercia a função de assistente de palco quando, no dia 25 de abril de 2016, durante a exibição do programa 'The Noite', transmitido pelo SBT, o representado, em tese, a agarrou e, em seguida, posicionou a genitália próximo ao rosto dela, bem como passou a apalpá-la nos seios e nádegas. A vítima, por sua vez, tentou desvencilhar-se, em oposição ao ato praticado”.

## Respostas de Mesquita
Otávio Mesquita se pronunciou por meio das redes sociais, demonstrando tristeza diante do que classificou como uma "acusação caluniosa". O apresentador destacou que, ao longo de quase uma década desde a exibição do episódio, não houve manifestações públicas ou protestos. Ele afirmou que a cena foi uma brincadeira previamente combinada com a equipe do programa e reconheceu que pode ter excedido os limites, ao analisar a situação sob a ótica atual:
| “ | Esse programa foi ao ar há quase 10 anos. E nesse período todo não houve nenhum registro de desagravo ou reclamação. Nem mesmo no dia da gravação houve alguma reclamação ou pedido, que alguém falasse: 'Ah, não quero que isso vá para o ar, que essa brincadeira não fosse exibida'. Isso é absurdo. Aliás, sinto muito se essa cena combinada com o elenco do programa foi mal interpretada. Todo mundo sabe que fui surpreendido com uma acusação de estupro. Olha que loucura isso. Eu demorei para entender tudo do que se tratava, no fim percebi que esta acusação era sobre uma brincadeira na abertura do programa do Danilo Gentili que foi tudo combinado de uma maneira informal, onde eu participei, aliás, como convidado, em 2016. Tomarei as medidas aqui para defesa da minha honra e também da minha família, porque, afinal de contas, minha ex-mulher na época estava na plateia com o meu filho. Como eu ia fazer uma bobagem dessa. Tudo foi ao ar há quase 10 anos e hoje nasce essa acusação caluniosa contra mim. Absurdo isso. Sinto muito, se exagerei na brincadeira, agora vendo o vídeo com o olhar dos tempos atuais, sei que não repetiria isso, né? Naquela época podia brincar muito, mas enfim. A distância entre o que aconteceu no palco e um estupro é gigantesca mesmo, é absurdo isso. | ” |

Mesquita também afirmou acreditar que a denúncia foi motivada por ressentimento após a saída de Juliana do SBT. Segundo ele, a comediante estaria em busca de atenção.
Em 14 de abril de 2025, o apresentador entrou com um processo por danos morais contra Juliana, solicitando uma indenização de cinquenta mil reais. Segundo ele, o valor, ao final, seria destinado a uma ONG que apoia mulheres vítimas de violência.
Em nota divulgada por sua defesa, Mesquita respondeu aos recentes pronunciamentos de Juliana Oliveira e Danilo Gentili:
| “ | Tenho acompanhado com atenção e serenidade tudo o que tem sido publicado nos últimos dias. Este é um momento delicado, que exige respeito, responsabilidade e escuta verdadeira. Estou lidando com a situação com o apoio da minha equipe jurídica e absolutamente comprometido em esclarecer todos os fatos com seriedade e transparência. Em relação às manifestações públicas feitas por colegas, embora respeite o direito à opinião de cada um, algumas falas me entristecem profundamente — sobretudo diante da gravidade do assunto e do impacto emocional que tudo isso tem causado. Tenho 42 anos de carreira pautados pelo respeito às pessoas e pelo amor ao meu trabalho. É com esse compromisso que sigo. | ” |

## Defesas
O advogado de Juliana, Hédio Silva, afirmou:
| “ | Quando vi o vídeo, fiquei estupefato. Como alguém grava algo daquele jeito? É um sentimento de impunidade. Ele aproxima as partes íntimas da boca dela, joga a Juliana no sofá... Quase quatro minutos de agressão. Ela reage, dá tapa, chuta, protesta. Depois, o Danilo Gentili a chama de volta para o palco, ela retorna visivelmente constrangida. Ela saiu com a noção exata de que foi violentada, mas ainda não compreendia a gravidade. Quando me procurou, assisti ao material e disse: 'Isso foi estupro gravado'. Ele ainda confessa no final ao se referir aos seios dela como 'durinho'. É uma violência sem tamanho. | ” |

A defesa de Juliana argumenta que o tempo para que vítimas denunciem pode variar, o que já é reconhecido pelo sistema judicial, e afirma que a ex-assistente tentou apoio junto ao SBT, sem obter retorno. Segundo o advogado, o combinado era que Mesquita entraria pendurado e seria auxiliado por Juliana, sem qualquer contato físico inapropriado.
Já Matheus de Oliveira, advogado de Otávio Mesquita, informou:
| “ | Aguardamos, até o presente momento, a comunicação oficial para que possamos nos manifestar, prestando todos os esclarecimentos necessários, inclusive para apontar a ausência de representação válida no prazo legal vigente à época. Quanto aos recentes acontecimentos, lamentamos os ataques pessoais realizados pela Sra. Juliana, especialmente os contidos no vídeo recentemente divulgado por ela, que serão incluídos na ação indenizatória já proposta, a fim de resguardar a honra e o bom nome de nosso cliente, com base também em fatos e provas adicionais obtidos. | ” |

## Pronunciamento de Juliana
Em 15 de abril de 2025, Juliana Oliveira falou publicamente sobre o caso envolvendo Otávio Mesquita, afirmando que o SBT não tomou as medidas cabíveis após ela relatar o ocorrido à emissora, e que Mesquita teria fugido do que havia sido combinado para a gravação. Segundo Juliana, no momento da gravação, Mesquita a tocou nos seios e nas nádegas com ambas as mãos, e, mesmo tentando se afastar, ele persistia. Relatou ainda que, ao se desvirar, a situação se agravou, e que Mesquita chegou a falar sobre seu corpo no meio do palco. De acordo com seu relato, ela foi agarrada com força, teve a cabeça pressionada entre as pernas do apresentador e tudo ocorreu sem seu consentimento.
Juliana contestou a versão de Mesquita, que alegou que a cena foi combinada, perguntando com quem teria sido feito tal acordo, reforçando que não se tratava de uma brincadeira e que o vídeo mostra claramente seu desconforto.
Ela afirma ter comunicado o caso a Danilo Gentili, apresentador do The Noite, bem como à produção e direção do programa, dizendo que Mesquita havia ultrapassado os limites e a tocado de forma inapropriada. A decisão interna foi a de não convidar mais Otávio Mesquita para entrevistas no programa. No entanto, segundo Juliana, o apresentador continuava a invadir o estúdio durante gravações para registrar bastidores. Nesses momentos, a produção costumava trancá-la no banheiro para evitar o contato, o que ela relata como sendo tratada como culpada pela situação.
Juliana afirmou que passou a perceber a gravidade do ocorrido ao ver Danilo Gentili defendendo publicamente Dani Calabresa no caso contra Marcius Melhem em 2020. Questionou o apresentador sobre o motivo de não ter feito o mesmo por ela, mesmo o incidente tendo ocorrido diante dele, e indagou se teria que ser "branca, rica ou outra coisa" para receber apoio. Após essa conversa, segundo Juliana, tanto Gentili quanto o diretor do programa entenderam a gravidade da situação e ofereceram a ela a oportunidade de denunciar o caso à emissora.
Inicialmente, Juliana evitou a denúncia por medo de perder o emprego e por saber que estaria "mexendo com gente grande". Seu receio era que Mesquita alegasse que ela buscava dinheiro ou se aproveitava da situação, especialmente considerando que a esposa e o filho do apresentador estavam na plateia no dia do ocorrido. Ela afirma ter registrado tudo por mensagens e relatou à equipe que não queria mais estar próxima de Mesquita. A partir desse ponto, ele não voltou a invadir o estúdio, e ela não foi mais trancada.
Juliana declarou que procurou a direção do SBT para formalizar a denúncia e participou de uma série de reuniões para detalhar o incidente. A emissora encaminhou o caso para o setor de compliance, e, segundo ela, houve o reconhecimento da gravidade do caso e do impacto em sua saúde mental.
Contudo, após a denúncia, sua presença na emissora foi sendo reduzida, até que foi desligada do cargo. Juliana afirmou que o processo de compliance ocorreu entre agosto e setembro, e que, entre dezembro e fevereiro, foi chamada para uma conversa e dispensada da emissora.
A comediante relatou ainda que apresentou a denúncia a uma empresa comandada por mulheres, mas que não foi ouvida por elas. Disse ter recebido mensagens de ódio nas redes sociais, questionando por que não teria tomado certas atitudes, e afirmou que nunca desejou tornar o caso público. Segundo ela, só recorreu à Justiça porque o SBT não tomou providências.

## Reações

### Ratinho
Em 31 de março de 2025, durante a edição do Programa do Ratinho, o apresentador Ratinho comentou a denúncia feita por Juliana Oliveira. Ele afirmou que não cabe a ele definir se a situação pode ser caracterizada como estupro, ressaltando que essa avaliação deve ser feita pela Justiça. Ratinho avaliou que o comportamento de Otávio Mesquita ultrapassou os limites do bom senso, embora tenha considerado excessiva a classificação do episódio como estupro:
| “ | Eu não vou afirmar que pode ser ou não ser considerado estupro, quem vai dizer é a Justiça, é a lei. A minha opinião é que essa brincadeira do Otávio extrapolou o bom senso, mas, transformar em estupro, eu acho um pouco demais. Dá impressão de oportunismo, mas eu não sei se é, pode ser que ela tinha o medo de perder o emprego, pode ser por isso que ela não fez isso antes. Então, ninguém pode julgar o que passou no íntimo dessa moça, o problema é com ela. O programa era gravado e se ela tivesse pedido para cortar a cena que foi ao ar ao próprio Danilo ou ao diretor, tenho certeza que ela teria sido atendida. Tenho certeza absoluta. É muito estranho, os tempos estão muito difíceis, acusações desse tipo podem marcar definitivamente pessoas, precisa ter cuidado para não transformar um ato impensado, um ato impróprio, em estupro. Que se apure os fato e se faça Justiça. | ” |

### SBT
Em 16 de abril de 2025, o SBT divulgou um comunicado oficial em resposta à repercussão do caso. A emissora informou que tomou providências por meio de seu Departamento de Governança Corporativa e reafirmou seu posicionamento institucional:
| “ | Osasco, 16 de abril de 2025 – A propósito do episódio envolvendo a Srª. Juliana Oliveira e o apresentador Otávio Mesquita, o SBT vem esclarecer que tomou, a tempo, todas as providências que lhe competia por meio do seu Departamento de Governança Corporativa. | ” |

### Danilo Gentili
No mesmo dia, o apresentador do The Noite, Danilo Gentili, comentou o caso por meio de um vídeo publicado nas redes sociais, com cerca de 45 minutos de duração. Gentili afirmou que decidiu se manifestar apenas após considerar que Juliana havia distorcido os fatos e sido injusta ao dizer que não recebeu apoio. Ele também respondeu às acusações de omissão. Na legenda do vídeo, escreveu:

Tudo o que eu tenho para dizer sobre o caso Juliana vs Otávio Mesquita está nesse vídeo. Tentei deixar o vídeo o mais curto possível mas eu não consegui, pois ele contém áudios completos. O vídeo tem 3 partes:

1) Eu conto a minha versão de como eu enxerguei a história toda estando alí ao lado da cena.
2) Eu traço a linha cronológica dos fatos. Isso é importante para compreenderem tudo.
3) Eu mostro porque a Juliana é injusta quando diz que ninguém ficou do lado dela.

Assistam e tirem as próprias conclusões
Segundo Gentili, à época da gravação, ele não percebeu o episódio como sendo abusivo, considerando que Juliana e Mesquita mantinham, até então, uma relação pública de interação com conotação provocativa. Ele mencionou que Juliana fazia uma matéria com Mesquita no Clube das Mulheres e simulava cenas sexuais com ele, o que o levou a crer que havia liberdade entre ambos.
Gentili também afirmou que não desejava a participação de Mesquita no programa naquele dia, e que o mesmo teria sido desleal não apenas com ele, mas também com outros colegas da emissora. Destacou ainda que, caso tivesse notado qualquer indício de abuso ou violência, teria interrompido a gravação de imediato e evitado a exibição da cena.
O apresentador detalhou ainda uma conversa com Juliana ocorrida em 2020, durante a repercussão da denúncia de Dani Calabresa contra Marcius Melhem. Juliana teria, então, dito que o episódio com Mesquita se tratava de estupro. Gentili contou que, a partir disso, ofereceu ajuda jurídica, apoio pessoal e se dispôs a levar o caso às autoridades e ao departamento de compliance do SBT. Segundo ele, Juliana recusou todas as sugestões, afirmando apenas desejar que Mesquita não retornasse ao programa. Gentili disse ter acatado o pedido e proibido a presença de Mesquita no estúdio.
Mesmo assim, segundo Mesquita, Juliana o acusou de omissão, o que o deixou frustrado:
| “ | Ela foi na mídia me difamar, fazer parecer que eu fui omisso. Eu proibi o Otávio de entrar no programa. Nunca expus a Juliana, para que ele não a incomodasse. Eu matei no peito. | ” |

Ele também criticou declarações feitas por Juliana em relação a privilégios de classe e cor, dizendo que ela não era pobre e que havia ganhado visibilidade no programa. Finalizou afirmando que sempre esteve ao lado dela enquanto chefe e colega de trabalho.

### Fernando Pelegio
No dia seguinte, 17 de abril, Fernando Pelegio, ex-diretor do SBT, manifestou apoio a Danilo Gentili por meio de um comentário nas redes sociais, após a publicação do vídeo:
| “ | Sou testemunha de que tudo que você disse é verdade. Você a criou como artista, você fez sacrifícios pessoais para mantê-la no elenco. Você sempre a defendeu. Ela só precisava ter dado um ok para seguirmos em frente. Durma em paz de quem tem a consciência tranquila. | ” |

### Leo Lins
Ainda em 17 de abril, o humorista Leo Lins, ex-integrante do The Noite, se pronunciou nas redes sociais também saindo em defesa de Gentili:
| “ | Juliana cometeu uma injustiça. É muito claro que o Danilo ficou do lado da Juliana, não apenas o Danilo, como o João [Mesquita], nosso diretor. Todos se colocaram a favor da Juliana. Todos procuraram fazer com que ela se sentisse bem, acolhida. Todos ficaram do lado dela. O bem-estar da equipe sempre foi prioridade. Por isso, quando eu vi o vídeo da Juliana, eu fiquei triste, de verdade, em ver a Juliana questionar por que o Danilo não fez nada, talvez por ela ser preta e pobre, trazendo uma questão racial. O Danilo não foi ficar do lado dela em 2020. Em 2016, de fato, ele não foi ficar do lado dela. A grande verdade é que o Danilo foi ficar do lado da Juliana em 2012. Em 2012, quando estávamos na Band com outra produtora, foi feito um concurso pra ter uma assistente de palco e os produtores queriam outra menina. O Danilo precisou brigar pela Juliana, falou ‘eu quero a Juliana’. Em 2012, ele já brigou pela Juliana, mudou a vida dela, porque achou que seria o melhor para o programa. E, de fato, foi. | ” |